# Schwenningen, Bayern
Schwenningen là một xã nằm ở huyện Dillingen, thuộc bang Bayern của Đức.